# Falu

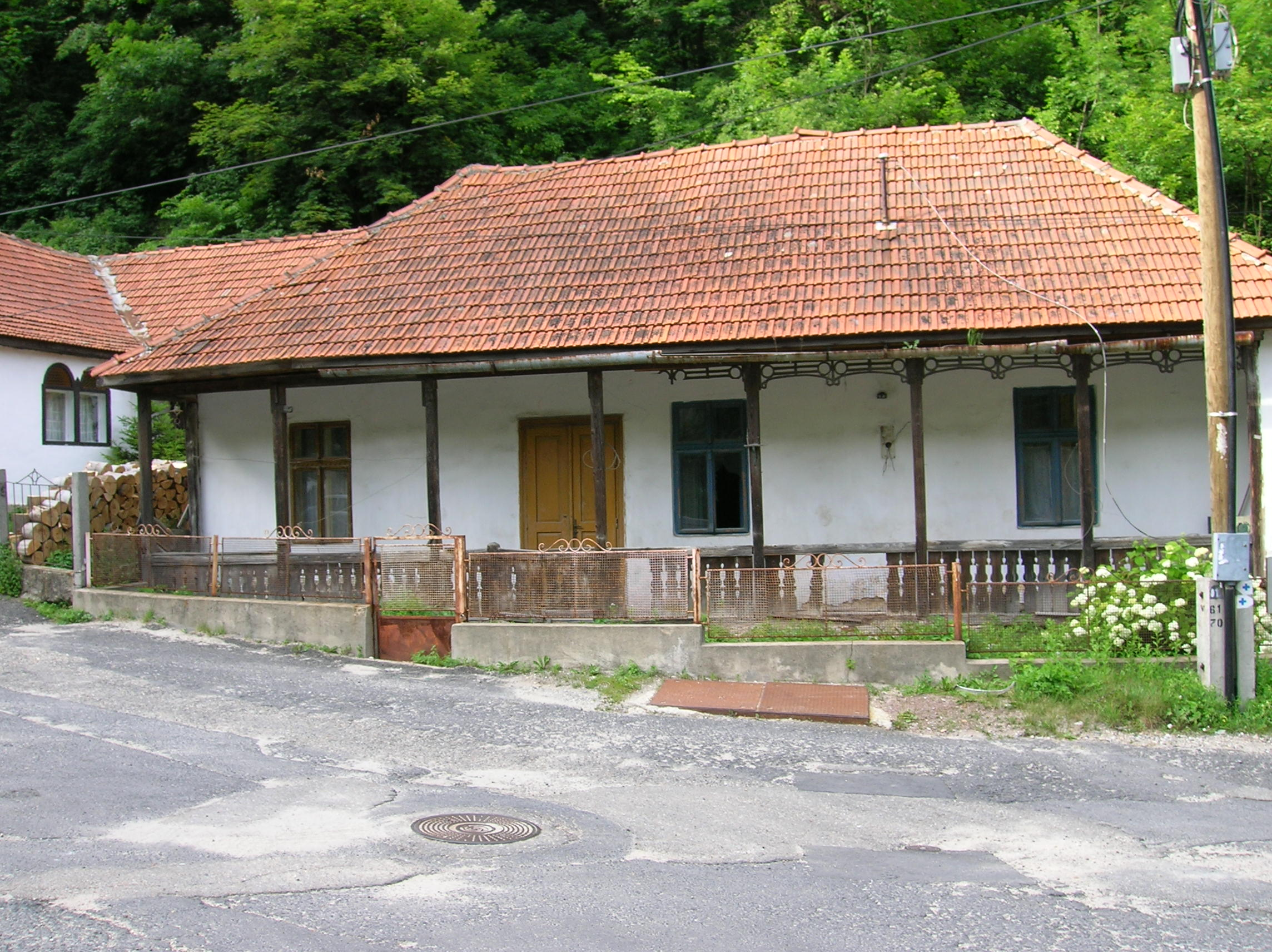
Régi falusi ház Ómassán

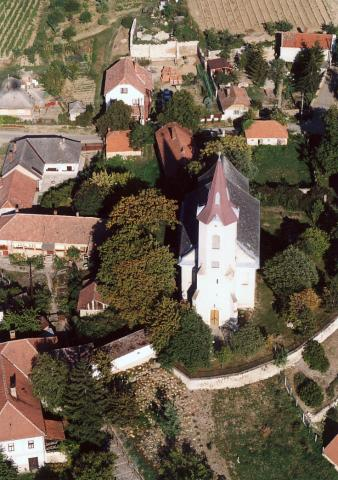
Tarcal központja

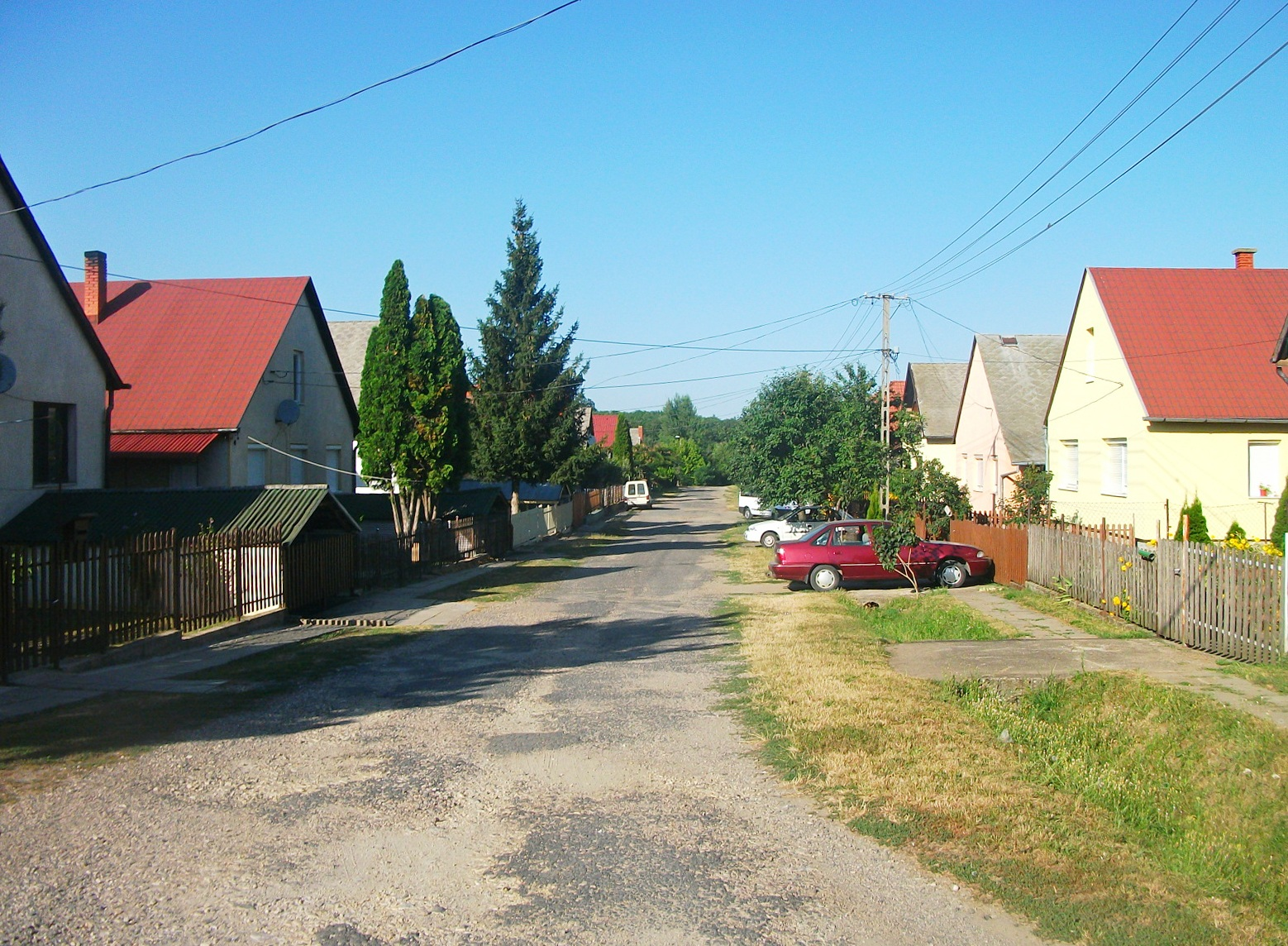
Zichyújfalui utcakép

A falu nem zárt építkezésű csoportos település, a városnál rendszerint kisebb településforma. A történelem folyamán a falvak lakossága főként mezőgazdasággal foglalkozott. A falu településföldrajzi kifejezés, nem jelent egyet a község jogi fogalmával, ennél fogva egy városi jogállású települést is lehet falunak nevezni. Ugyanakkor lehet falunak nevezni egy saját önkormányzattal nem rendelkező, közigazgatásilag másik községhez vagy városhoz tartozó településrészt is, amennyiben településföldrajzilag valóban annak tekinthető.

## Falvak népességszám alapján
A népességszám alapján a falvakat a következő csoportokba soroljuk:
- törpefalu (100 fő alatt); Iborfia, Bakonyság, Kékkút
- aprófalu (100–500 fő); Kám, Apácatorna, Pula
- kisfalu (500–1000 fő); Takácsi, Tapsony, Káva
- középfalu (1000–2000 fő); Lovászpatona, Lesencetomaj, Palotás
- nagyfalu (2000–5000 fő); Monorierdő, Cece, Pér
- óriásfalu (5000 fő fölött); Üröm, Páty, Solymár

## Különbség falu és község között
A falut a községtől az különbözteti meg, hogy a falu településföldrajzi fogalom, míg a község jogi és közigazgatási kategória. A két kifejezés nem ugyanazt jelenti. Magyarországon a kettő a közbeszédben gyakran összemosódik, mert a magyar önkormányzati rendszerben a két hagyományos településforma (város és falu) a helyi kormányzás legalsó szintjével (város és község) nagymértékben egybeesik. Ráadásul a városi típusú településeknél az elnevezésnek semmi jelentősége sincs, csak statisztikai. 

## Falvak Magyarországon
A magyar településszerkezetre jellemző, hogy míg Észak-Magyarországon, a Nyugat- és Dél-Dunántúlon, tehát a hegyvidéki területeken rengeteg apró- és törpefalu található, addig az Alföldre inkább a nagy kiterjedésű óriásfalvak, illetve a másik véglet (különösen a Dél-Alföldön), a tanyák jellemzők. Ebből következik, hogy míg például Borsod-Abaúj-Zemplén és Baranya vármegyékben a települések száma 300 fölött van, addig például Hajdú-Biharban és Csongrád-Csanád vármegyében 100 alatt. (Lásd: Magyarország megyéi)

## Falvak szerkezetük szerint

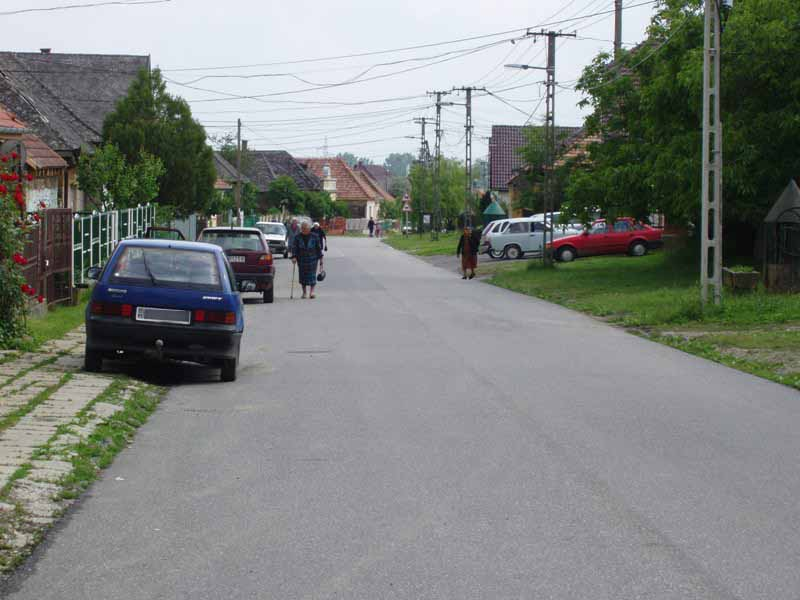
Károlyfalvai utcakép

Alaprajzuk, szerkezetük szerint a falvak a következő típusokba tartozhatnak:
- egyutcás: az országút két oldalán elhelyezkedő szalagtelkekből áll

A falvak lakosságának alakulására több folyamat is hatással van, úgymint: urbanizáció (a népesség – többnyire a kedvező munkalehetőségek miatt – a falvakból a városokba vándorol), dezurbanizáció (a városi népesség falvakba vándorlása, melyet főként a békésebb életmód iránti vágyódás válthat ki), agglomerálódás (a nagyvárosokhoz közeli falvak agglomerációs gyűrűvé alakulása), szuburbanizáció (a városi népesség agglomerációba költözése.) Magyarországon jelenleg az urbanizáció és a szuburbanizáció a legjellemzőbb.
A falusi élet előnyei közé tartozik a jelentősen alacsony telekár (kivéve a felkapottabb agglomerációs településeken, azonban a belvárosi lakásárakhoz viszonyítva még azok is olcsóbbak), az állattartási és növénytermesztési, illetve kertészkedési lehetőség. Hátrányai közé tartozik a munkalehetőségek és szolgáltatások változatosan szűkös mennyisége. A munkanélküliség mellett a falvak egyik legnagyobb problémája a fokozatos elöregedés.